# Lê Thị Thanh Xuân
Lê Thị Thanh Xuân (sinh ngày 15 tháng 12 năm 1977) là một nữ chính trị gia người Việt Nam, dân tộc M'Nông. Bà hiện là đại biểu quốc hội Việt Nam khóa XIV nhiệm kì 2016-2021, thuộc đoàn đại biểu quốc hội tỉnh Đắk Lắk, Ủy viên Hội đồng Dân tộc của Quốc hội. Bà đã trúng cử đại biểu Quốc hội năm 2016 ở đơn vị bầu cử số 3, tỉnh Đắk Lắk gồm có thị xã Buôn Hồ và các huyện: Ea H`Leo, Krông Búk, Krông Năng, Ea Kar.. Tại địa phương bà là Phó Giám đốc Sở Giáo dục và Đào tạo tỉnh Đắk Lắk.

## Xuất thân
Lê Thị Thanh Xuân sinh ngày 15 tháng 12 năm 1977 quê quán ở xã Đầm Ròng, huyện Lạc Dương, tỉnh Lâm Đồng. 
Bà hiện cư trú ở căn 6, tầng 9, Block C, khu căn hộ cao cấp Hoàng Anh Gia Lai, Số 33 đường Nguyễn Công Trứ, phường Tự An, thành phố Buôn Ma Thuột, tỉnh Đắk Lắk.

## Giáo dục
- Giáo dục phổ thông: 12/12
- Đại học chuyên ngành Ngữ Văn
- Thạc sĩ Văn hóa học (đang làm nghiên cứu sinh chuyên ngành Văn hóa dân gian)
- Trung cấp lí luận chính trị

## Sự nghiệp
Bà gia nhập Đảng Cộng sản Việt Nam vào ngày 3/8/2007.
Khi ứng cử đại biểu Quốc hội Việt Nam khóa XIV vào tháng 5 năm 2016 bà đang là Giáo viên, Bí thư Chi bộ, Hiệu trưởng trường Trung cấp Sư phạm Mầm non Đắk Lắk, tỉnh Đắk Lắk, làm việc ở Trường Trung cấp Sư phạm Mầm non Đắk Lắk, tỉnh Đắk Lắk.
Bà đã trúng cử đại biểu quốc hội năm 2016 ở đơn vị bầu cử số 3, tỉnh Đắk Lắk gồm có thị xã Buôn Hồ và các huyện: Ea H`Leo, Krông Búk, Krông Năng, Ea Kar, được 229.732 phiếu, đạt tỷ lệ 57,36% số phiếu hợp lệ.
Bà hiện là Phó Giám đốc Sở Giáo dục và Đào tạo tỉnh Đắk Lắk, Ủy viên Hội đồng Dân tộc của Quốc hội.
Bà đang làm việc ở Sở Giáo dục và đào tạo tỉnh Đắk Lắk.